# Max Éraud
Pour les articles homonymes, voir Éraud.
Max Éraud, né à Paris le 26 février 1920 et mort le 4 avril 1996 dans cette même ville, est un général de brigade français.
Fortement engagé dans la vie sportive associative il préside aux destinées de la Fédération sportive et culturelle de France de 1988 à 1990.

## Biographie
Max René Éraud est inscrit au patronage Saint-Roch dans le 1er arrondissement de Paris où sa première licence date de 1928. Il participe au théâtre, au football et au tennis de table mais c'est en athlétisme qu'il se révèle : champion fédéral junior sur 400 mètres, international de la Fédération gymnastique et sportive des patronages de France (FGSPF) et multi-champion régional de la Seine et de l'Union générale sportive de l'enseignement libre (UGSEL).
Il meurt à Paris le 4 avril 1996.

### Carrière militaire
Il poursuit ses études au lycée Chaptal et, à la suite du décès de son père, s'engage dans l'armée en 1937. Il s'illustre pendant la Seconde Guerre mondiale en participant aux Forces françaises de l’intérieur (FFI), et mène ensuite une brillante carrière militaire complétée par des études en droit et un titre d'ingénieur.
Sa promotion est rapide et, sorti du rang, il est lieutenant-colonel à 43 ans. De 1962 à 1965, parvenu au grade de colonel, il est chef de corps du 5e Génie basé au camp de Satory à Versailles. Il occupe ensuite diverses responsabilités nationales — commissaire-adjoint au Ministère de l'équipement, direction des routes et circulation routière — avant d’être nommé général de brigade pour l'armée de terre en  1969.

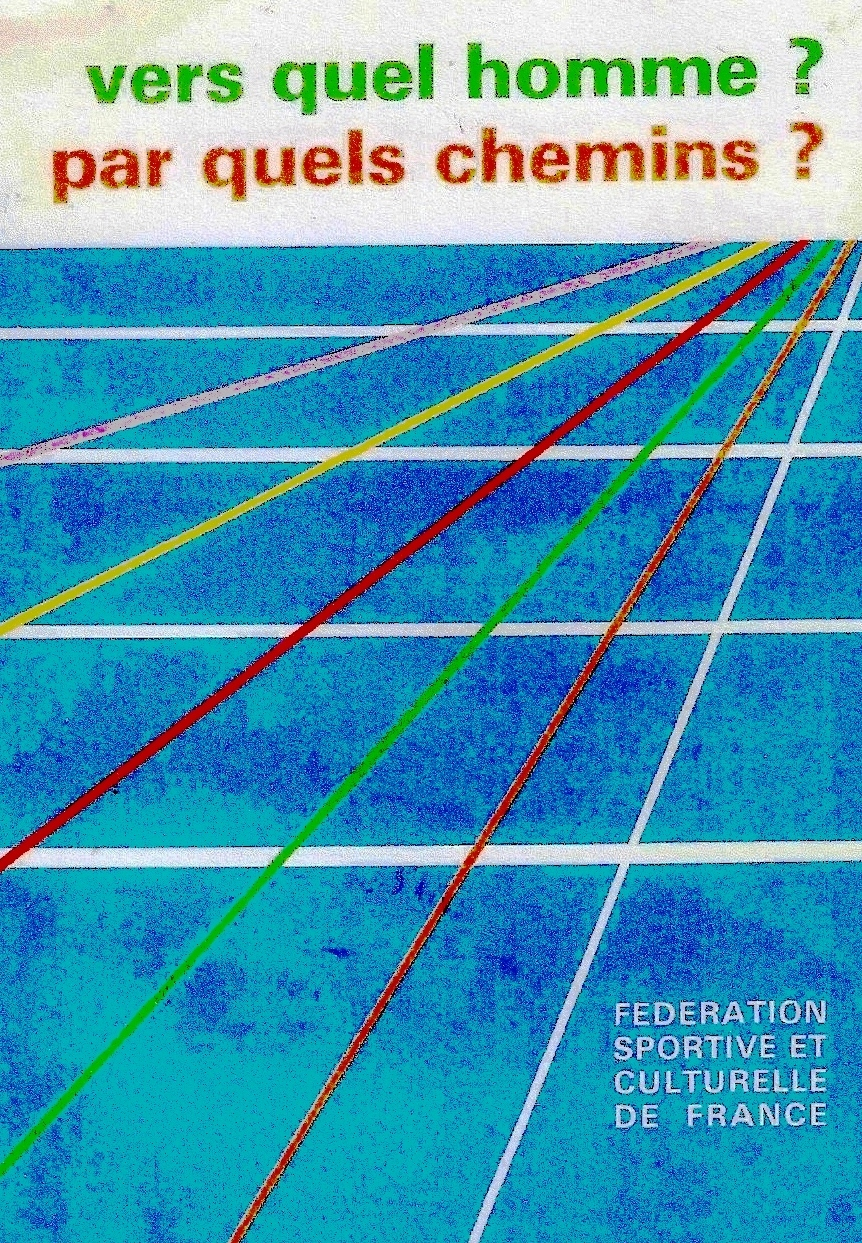
Vers quel homme ? Par quels chemins ?

### La Fédération sportive et culturelle de France
Toujours impliqué dans la vie associative, il s'y engage fortement à sa retraite : en 1971, il est membre de la commission fédérale de réflexion de la Fédération sportive et culturelle de France (FSCF) puis coordinateur des groupes de travail Études et Recherches en 1975. Élu au comité directeur en 1977, il y crée une commission fédérale de formation.
Dans ce cadre, il organise de 1981 à 1985 d'importants regroupements de cadres et responsables afin de finaliser la rédaction d'un document d'orientation fédérale : Vers quel homme, par quels chemins présenté sous sa signature dans Les Jeunes du 31 mai 1985.
Il est vice-président depuis quatre ans quand éclate en 1988 une crise de succession qui l'amène dans un contexte tendu et vital pour la survie de la fédération à en prendre la présidence provisoire. En deux ans, il rétablit un climat plus serein pour laisser place à Jacques Gautheron en 1990.

### Notoriété
Ses qualités et compétences reconnues l'amènent aussi à d'autres fonctions comme la présidence de la commission armée jeunesse (CAJ) et le Saint-Siège le désigne à la commission pour le développement du sport du Conseil de l'Europe.
En 1971 il est commissaire–adjoint à la direction du bâtiment et des travaux publics du ministère  de l'équipement et du logement.

## Distinctions
Max Éraud est nommé chevalier de la Légion d’honneur le 15 décembre 1953 en qualité de chef de bataillon puis promu officier le 5 novembre 1965 en qualité de colonel.
Il est commandeur de l'ordre national du Mérite[Quand ?] et il reçoit la croix du combattant volontaire de la Résistance[Quand ?].
La distinction de commandeur dans l'ordre pontifical de Saint-Grégoire-le-Grand lui est remise en 1992, à la nonciature de Paris par Mgr Rigano, en reconnaissance de son action au Conseil de l'Europe où il représente le Saint-Siège.

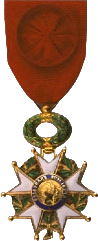
Médaille d'officier de la Légion d’honneur.
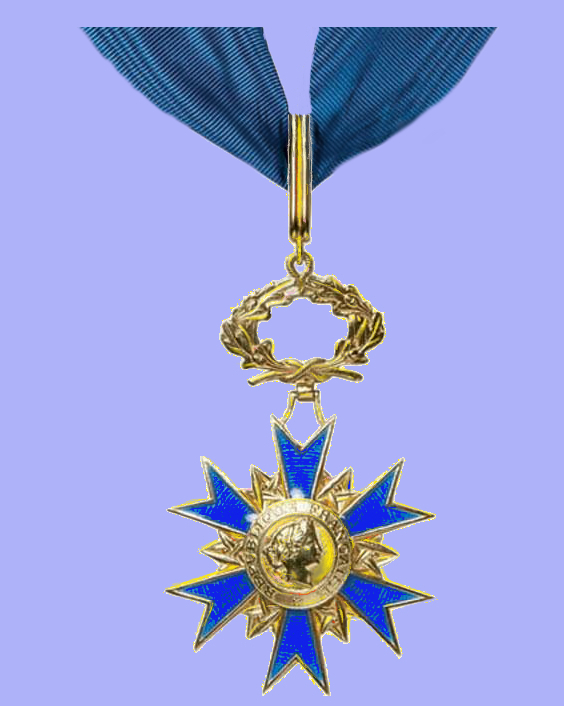
Cravate de commandeur de l'ordre national du Mérite.
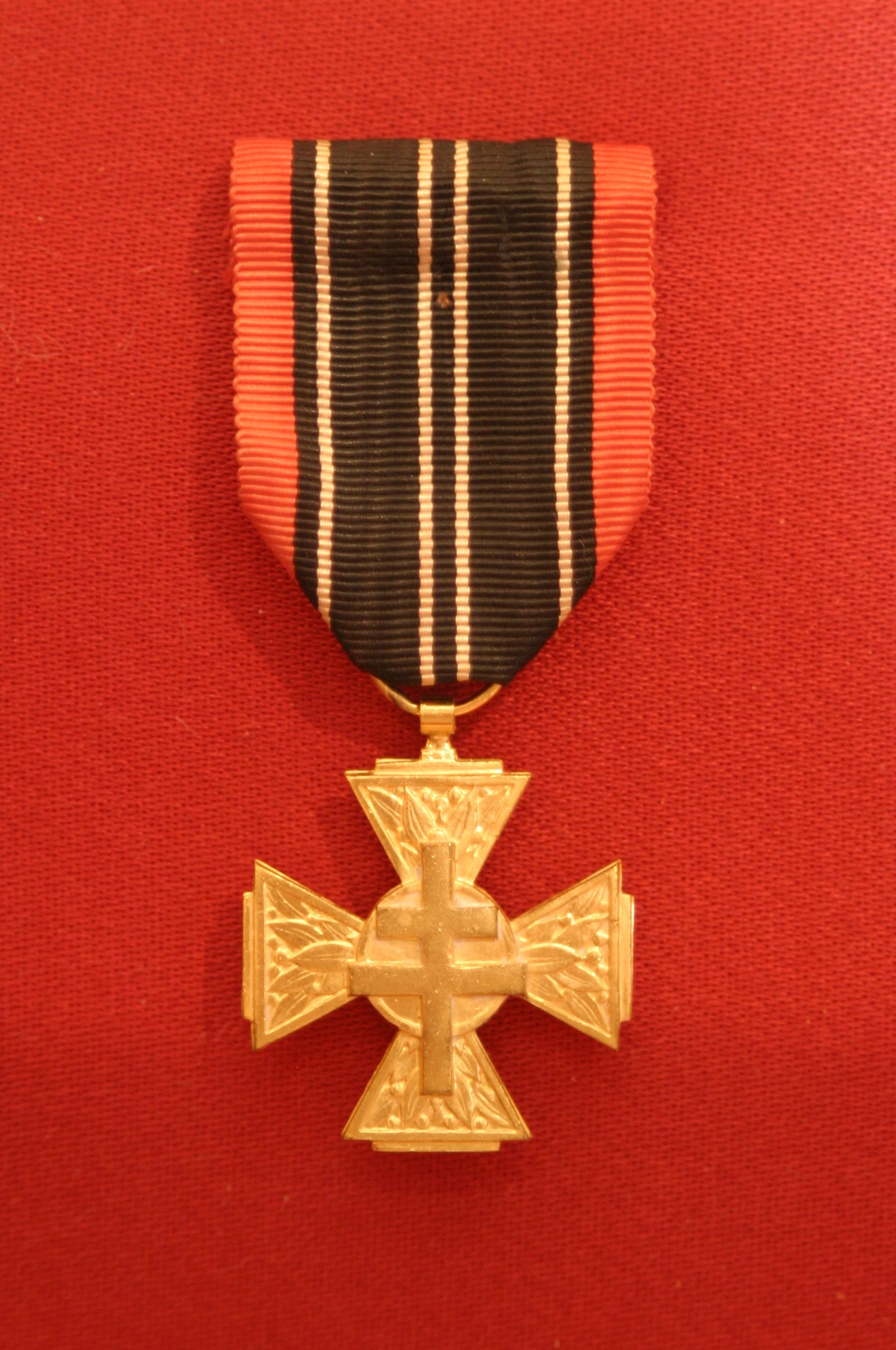
Croix du combattant volontaire de la Résistance.
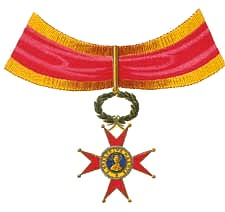
Cravate de commandeur de l'ordre de Saint-Grégoire-le-Grand.